# Норма якості
Норма якості — гранична характеристика виробу за нормативними параметрами.
У збагаченні корисних копалин — граничний вміст корисного компонента в основному продукті збагачення корисних копалин; для вугілля, навпаки, — граничний вміст золи, сірки та вологи як шкідливих або баластних домішок. Норми показників якості (НПЯ) розроблюються гірничими підприємствами окремо для кожного продукту переробки, що випускається, з урахуванням прийнятої технології і умов виробництва товарної продукції. НПЯ оформлюються у вигляді ТУ відповідно діючим стандартам і переглядаються не рідше одного разу на рік, а також у випадку різкої зміни якості сировини, що надходить на переробку. Методика розробки НПЯ для рядового вугілля на шахтах і кар'єрах базується на результатах опробування вугільних пластів. Пластові проби визначають якісну характеристику вугілля в пласті до його видобування, а експлуатаційні — характеристику видобутого вугілля. Норми встановлюються на такі показники якості по зольності, вологості, сірчистості та ін. показниках (вміст дріб'язку < 6 мм, вміст мінеральних домішок крупністю > 25 мм).